# Ace of Spades (píseň)
„Ace of Spades“ je skladba anglické heavymetaové skupiny Motörhead vydaná v roce 1980 jako singl z alba Ace of Spades. Po dobu 12 týdnů se udržela v britském žebříčku UK Singles Chart, přičemž nejvyšší pozicí bylo 15. místo. Skladba je považována za hymnu skupiny Motörhead, přičemž v roce 2005 byla časopisem Q zařazena na 27. místo v seznamu 100 Greatest Guitar Tracks a zároveň poznamenal „Tato píseň má intro, které by nemělo chybět při ohlašování konce světa.“ V roce 2009 byla hudební stanicí VH1 nazvaná desátou nejlepší hardrockovou skladbou všech dob. V roce 2014 ji časopis NME zařadil na 155. místo v seznamu The 500 Greatest Songs of All Time.
V roce 1988 byla nahrána koncertní verze skladby a vydaná na 7" vinylu. Tato verze se objevila na jejich koncertním albu No Sleep at All, které bylo nahrán na koncertě Giants of Rock Festival ve městě Hämeenlinna ve Finsku dne 2. července 1988.

## Seznam skladeb
1. „Ace of Spades“ (Ian Kilmister, Eddie Clarke, Phil „Philthy Animal“ Taylor) – 2:49
2. „Dirty Love“ (Kilmister, Clarke, Taylor) – 2:57

## Sestava
- Lemmy – basová kytara, hlavní vokály
- „Fast“ Eddie Clarke – sólová kytara
- Phil „Philthy Animal“ Taylor – bicí

## Coververze
- Blood for Blood
- Crowbar
- The Reverend Horton Heat
- Peter Pan Speedrock
- He Is Legend
- Extrema
- Ween
- Bathory
- Sodom
- Drain STH
- J.B.O.
- Guitar Wolf
- Hermética
- Los Mox!
- Metallica
- X Japan
- Tokyo Yankees
- Inconscientes
- Compressorhead

česká coververze
Pod názvem „Rozdávej“ s textem Aleše Brichty ji v roce 2004 s Alešem Brichtou natočila Pavla Kapitánová.